# Libnotes (Libnotes) fastosa
Libnotes (Libnotes) fastosa is een tweevleugelige uit de familie steltmuggen (Limoniidae). De soort komt voor in het Australaziatisch gebied.